# Carrot Tower

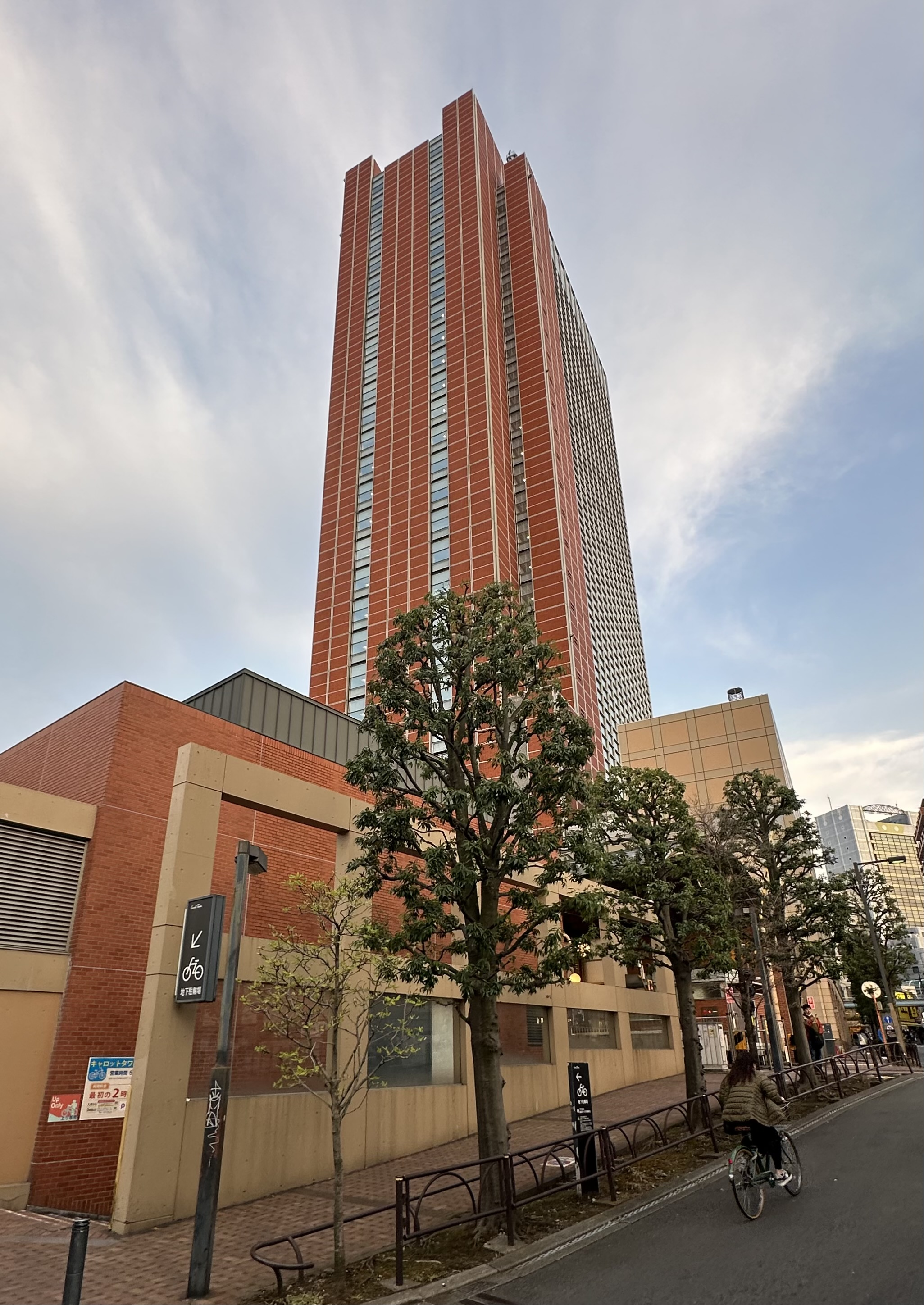
Carrot Tower, 2025

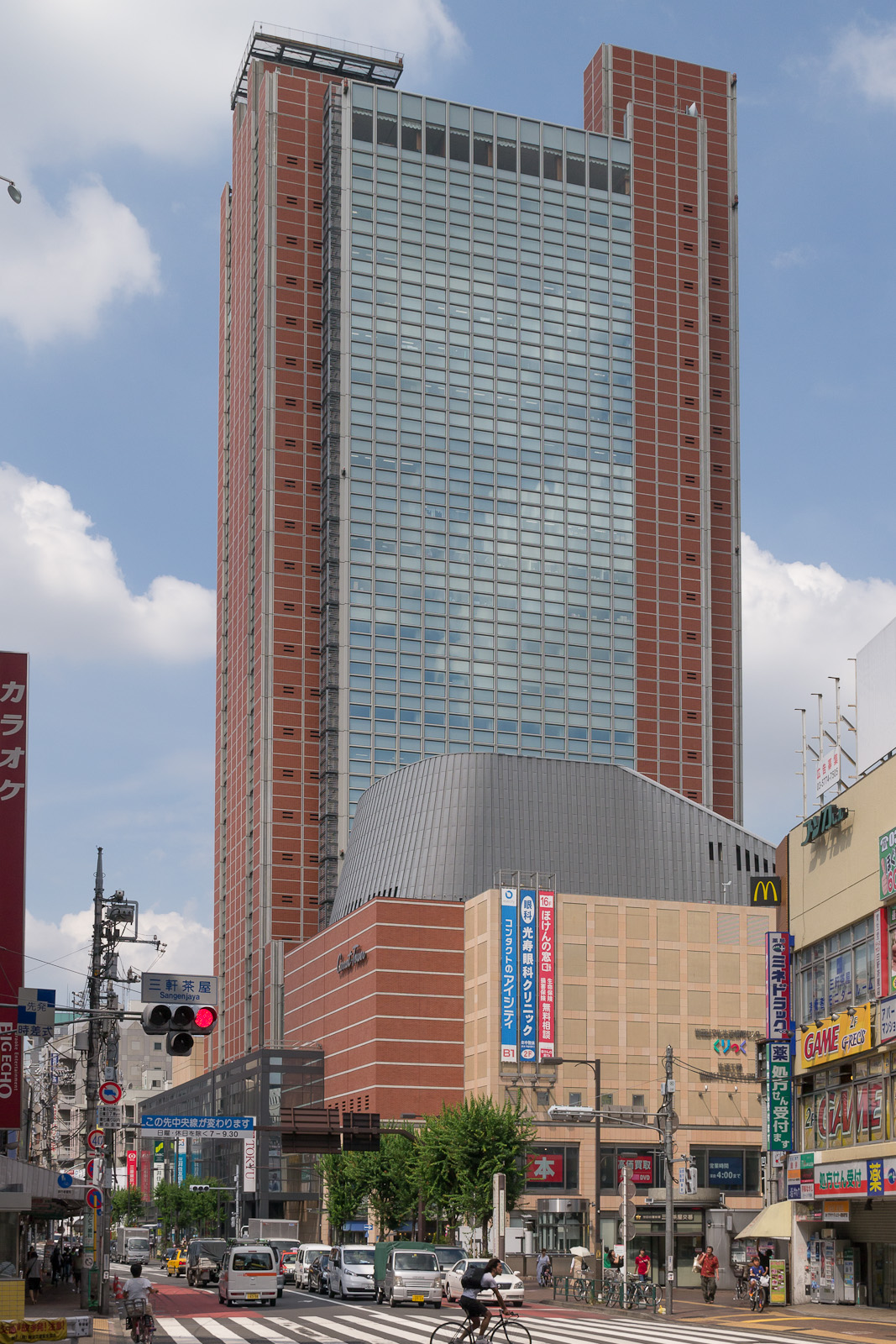
Blick von Südwesten, 2012

Der Carrot Tower (japanisch キャロットタワー kyarotto tawā) ist ein Hochhaus in Tokio in Japan.

## Lage
Das Gebäude befindet sich im ugs. Stadtteil Sangenjaya des Tokioter Bezirks Setagaya, an der Adresse 1-1, Taishidō 4-chōme, Setagaya-ku, Tōkyō-to. Es steht auf der Nordseite der Setagaya-dōri und erhebt sich über dem Bahnhof (-eki) Sangenjaya.

## Architektur und Geschichte
Der 27 Geschosse und fünf Untergeschosse umfassende Carrot-Tower wurde im Jahr 1996 fertiggestellt und dient vor allem als Bürohaus. Seine Fassade ist mit rötlichen Ziegeln verkleidet. Er erreicht eine Höhe von 124 Metern und überragt als einziges Hochhaus dieser Größe in der Umgebung stadtbildprägend seine Nachbarschaft. Auf einer Grundstücksfläche von 9.149,57 m² wurde im Stahlbetonbau eine Gesamtfläche von 75.388,36 m² geschaffen.
Im Erdgeschoss ist ein Supermarkt und ein Restaurant angesiedelt. Im ersten Obergeschoss besteht ein Buchladen sowie eine Klinik für Physiotherapie. In der 26. Etage besteht ein frei zugänglicher Aussichtspunkt und das Restaurant Sky Carrot. Im Komplex besteht außerdem das Setagaya Public Theatre und das kleine Theater Tram.
Der Name Carrot Tower, im Deutschen mit der Bedeutung Karotten-Turm, nimmt auf die rötliche Farbgebung der Fassade Bezug und ging aus einem Wettbewerb hervor. Zur Begründung wurde angeführt, es sei ein energetischer Name mit vielen Vitaminen.